# کیم منرز
کیم منرز (۱۳ ژانویه ۱۹۵۱ تا ۲۵ ژانویه ۲۰۰۹) یک کارگردان، تهیه‌کننده و بازیگر بخش کودک آمریکایی بود که بیشتر بخاطر کارش در پرونده‌های اکس و سوپرنچرال معروف بود.

## کودکی
منرز در خانواده فعال در تجارت نمایش بزرگ شد. پدرش، سم منرز، در شوهایی مانند غرب وحشی وحشی و کانال ۶۶ صاحب امتیاز بود. کیم در کودکی چند کار بازیگری انجام داد؛ اولین نقش او در سن ۳ سالگی در تبلیغ شورولت بود. او هم چنین در کارهای پدرش هم حضور داشت و با ویلیام بیوداین سینیور، کارگردان "رین تین تین" همکاری کرد. منرز با الهام گرفتن از بیوداین کارگردان شد. برادر منرز، کلی، صاحب امتیاز تهیه و کارگردانی برنامه‌هایی جون فرشته، خانه عروسکی و بافی قاتل خون‌آشام‌ها است و خواهرش، تانا، یک کارگردان تلویزیونی است.

## مرگ و یادبود
منرز در ۲۵ ژانویه ۲۰۰۹ در سن ۵۸ سالگی در اثر سرطان ریه در لس آنجلس کالیفرنیا درگذشت.
در ۱۲ مارس ۲۰۰۹، یک قست از سریال سوپرنچرال با نام "مرگ به تعطیلات می‌رود" روی آنتن رفت. در آخر این قسمت دو عکس از کیم منرز با نوشته "ما تمام این فصل سریال را به کیم منرز هدیه می‌دهیم، کیم دلمان برایت تنگ می‌شود." نمایش داده شد.
قسمت پنجم فصل دوم بریکینگ بد، با نام "شکست" در ۵ آوریل ۲۰۰۹، به منرز هدیه شد.